# Matthew Oakeshott, Baron Oakeshott of Seagrove Bay

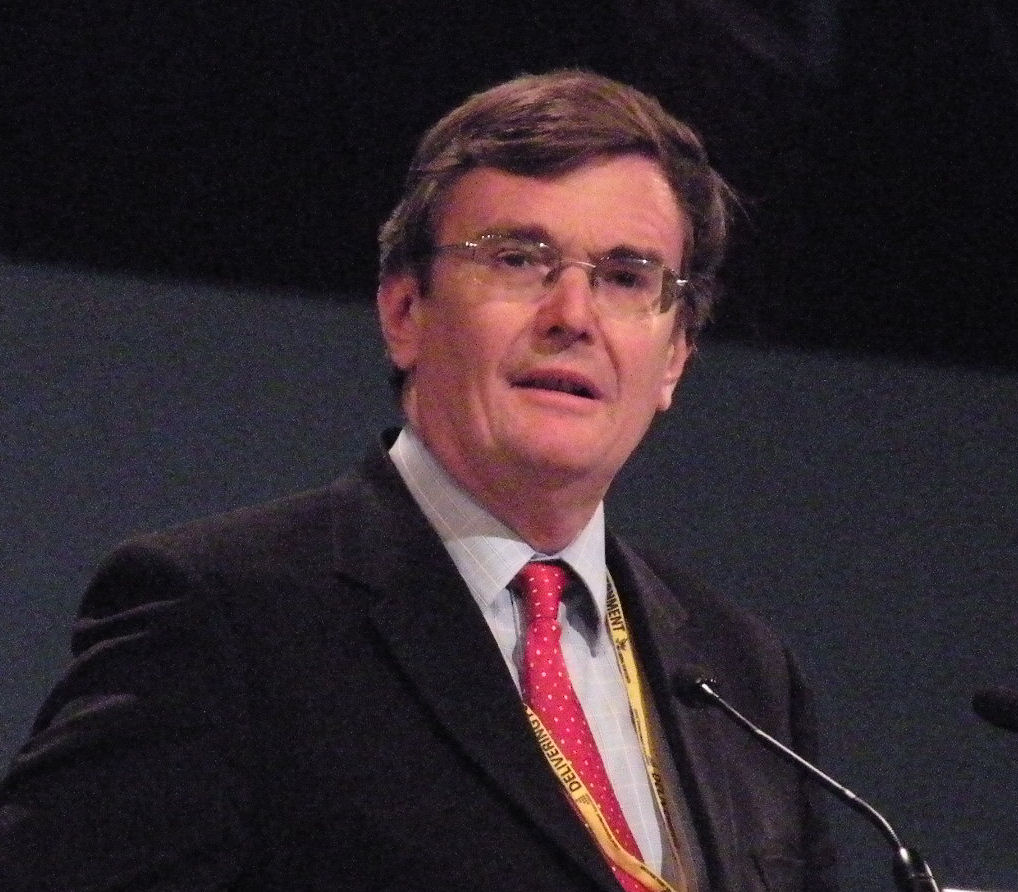
Matthew Oakeshott, Baron Oakeshott of Seagrove Bay, 2008

Matthew Oakeshott, Baron Oakeshott of Seagrove Bay (* 10. Januar 1947), ist ein britischer Investmentmanager und Politiker der Liberal Democrats.

## Leben
Oakeshott schloss sein Studium der politischen Philosophie und Wirtschaftswissenschaften an der University of Oxford im Jahre 1968 ab. Anschließend arbeitete er im kenianischen Ministerium für Finanzen und Wirtschaftsplanung, ehe er von 1970 bis 1972 erneut in Oxford studierte, ohne jedoch einen weiteren Abschluss zu erreichen. Während dieser Zeit saß er für die Labour Party im Oxforder Stadtrat.
Von 1972 bis 1976 war er parlamentarischer Assistent von Roy Jenkins und anschließend bei verschiedenen Firmen als Investmentmanager tätig.
1974 und 1983 kandidierte er jeweils für einen Sitz im House of Commons, beide Male jedoch ohne Erfolg.
Am 1. Mai 2000 wurde er als Baron Oakeshott of Seagrove Bay, of Seagrove Bay in the County of Isle of Wight, in den Stand eines Life Peer erhoben und sitzt seitdem für die Liberal Democrats im britischen House of Lords. Im Oberhaus war er von 2001 bis 2011 finanz- und wirtschaftspolitischer Sprecher seiner Partei und von 2002 bis 2010 auch Sprecher für Pensionen. Er legte diese Ämter nieder, nachdem er sich negativ über das Project Merlin der Regierung (ein Abkommen zwischen dieser und den britischen Banken) geäußert hatte.
Oakeshott ist verheiratet und hat drei Kinder.